# Reteporella malleata
Reteporella malleata är en mossdjursart som beskrevs av Hayward 2000. Reteporella malleata ingår i släktet Reteporella och familjen Phidoloporidae. Inga underarter finns listade i Catalogue of Life.